# Železniční trať Kirjat Gat – Aškelon

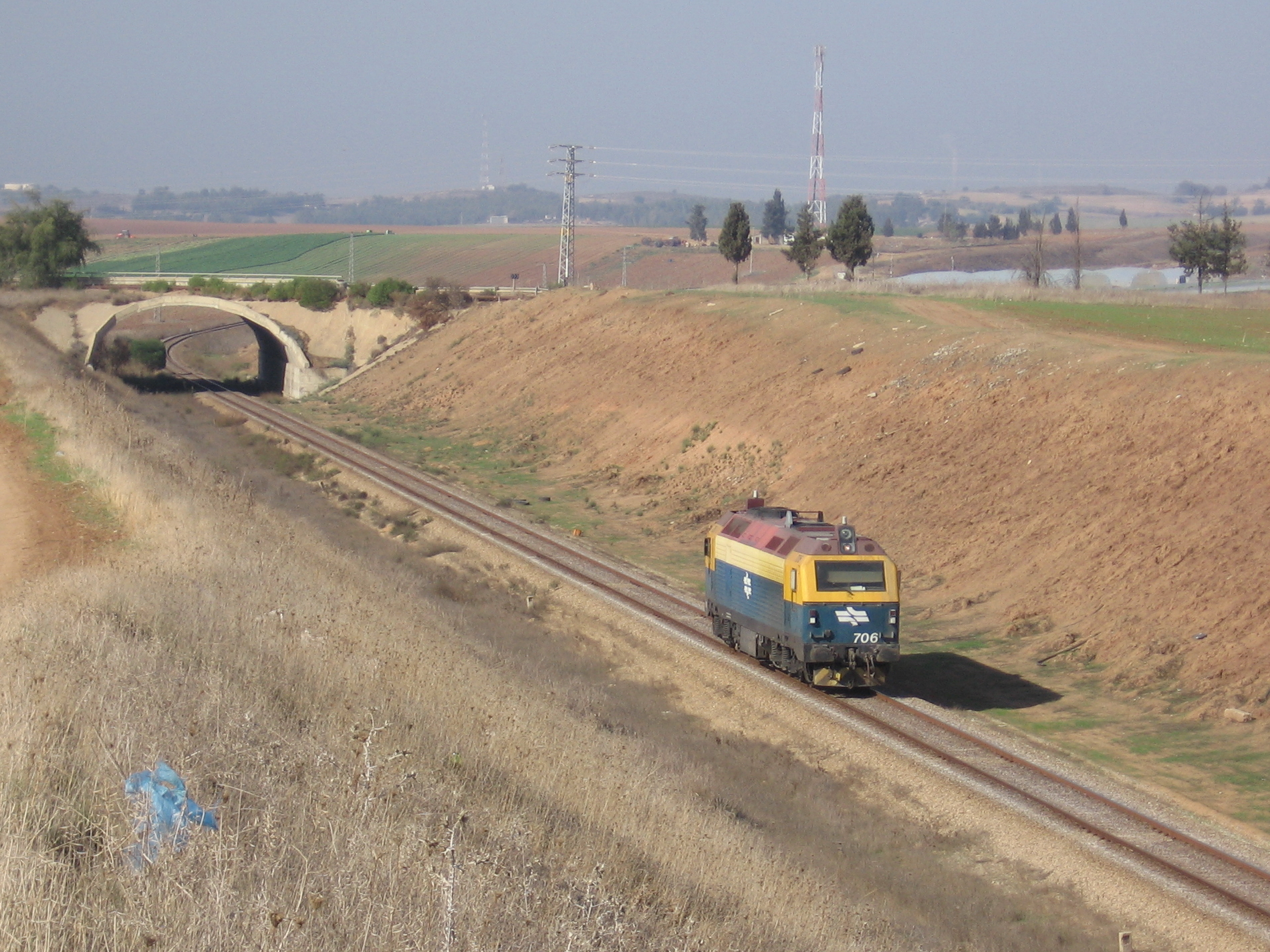
Lokomotiva Alstom JT42CW na trati Kirjat Gat – Aškelon

Železniční trať Kirjat Gat-Aškelon, též železniční trať Chelec (hebrejsky מסילת חלץ, mesilat Chelec), je železniční trať v Izraeli využívaná výlučně pro nákladní přepravu, která vede z města Kirjat Gat na západ k městu Aškelon.
Vznikla v roce 1982 jako průmyslová vlečka určená pro rychlejší dopravu nerostů z Negevské pouště do ašdodského přístavu. Vybíhá z města Kirjat Gat, na jehož jižním okraji odbočuje z železniční trati Tel Aviv-Beerševa. Směřuje pak mírně zvlněnou krajinou na severním okraji Negevu k západu. Prochází mezi vesnicemi Zohar a Sde David, pak mezi Talmej Jafe a Gvar'am a na východním okraji vesnice Mavki'im, cca 4 kilometry jižně od Aškelonu, ústí do severojižní železniční tratě Tel Aviv-Aškelon, která ovšem v tomto úseku jižně od Aškelonu je rovněž bez osobní přepravy. Od Mavki'im na jihozápad zároveň odbočuje kratší vlečka do elektrárny Rutenberg.